# Oliver Kegel
Oliver Michael Kegel (Berlín, 14 de junio de 1961) es un deportista alemán que compitió para la RFA en piragüismo en la modalidad de aguas tranquilas.
Participó en los Juegos Olímpicos de Los Ángeles 1984 y Barcelona 1992, obteniendo una medalla de oro en la edición de Barcelona 1992 en la prueba de K4 1000 m. Ganó ocho medallas en el Campeonato Mundial de Piragüismo entre los años 1981 y 1993.

## Palmarés internacional
| Representando a la RFA   |                          |                   |             |
| Campeonato Mundial       |                          |                   |             |
| Año                      | Lugar                    | Medalla           | Competición |
| 1981                     | Nottingham (Reino Unido) | Medalla de bronce | K4 1000 m   |
| 1987                     | Duisburgo (RFA)          | Medalla de bronce | K4 10 000 m |
| Representando a Alemania |                          |                   |             |
| Juegos Olímpicos         |                          |                   |             |
| Año                      | Lugar                    | Medalla           | Competición |
| 1992                     | Barcelona (España)       | Medalla de oro    | K4 1000 m   |
| Campeonato Mundial       |                          |                   |             |
| Año                      | Lugar                    | Medalla           | Competición |
| 1991                     | París (Francia)          | Medalla de oro    | K4 500 m    |
| 1991                     | París (Francia)          | Medalla de plata  | K4 1000 m   |
| 1991                     | París (Francia)          | Medalla de oro    | K4 10 000 m |
| 1993                     | Copenhague (Dinamarca)   | Medalla de plata  | K4 500 m    |
| 1993                     | Copenhague (Dinamarca)   | Medalla de oro    | K4 1000 m   |
| 1993                     | Copenhague (Dinamarca)   | Medalla de oro    | K4 10 000 m |